# Dějiny odívání v Evropě

Diego Velázquez: Las Meninas – Dvorní dámy 1656, Museo del Prado, Madrid, Španělsko, typický prvek španělské módy 17. století – široká krinolína, konstrukce nesoucí sukni

Dějiny evropského odívání za doby raného středověku, v době, kdy po zániku Římské říše v Evropě vznikaly nové státy, byl oděv i u vznešených vrstev velmi jednoduchý. V období románské kultury se mužské oblečení skládalo ze svrchní a spodní tuniky, které měly okrouhlý výstřih a rozparek na prsou a jejich délka rozhodovala o společenském postavení majitele. Naproti tomu gotické oblečení se vyznačovalo mnohotvarostí střihu, který zdůrazňoval tvar postavy. V období renesance, se každá země Evropy vyznačovala trochu jinou kulturou a s ní se lišil i oděv. Pro Itálii, kde renesance vznikla, byla typická honosnost oděvů, španělská móda byla upnutá stejně jako španělské mravy, v Uhersku bylo oblečení ovlivněno tureckou kulturou a stylem oblékání a v německých zemích byla móda kombinací módy francouzské, rakouské a italské. Barokní móda na rozdíl od módy renesanční, neměla v každé zemi svou vlastní a jedinečnou podobu. Šlechta v celé Evropě se snažila ve všem co nejvíce přiblížit francouzskému honosnému královskému dvoru Ludvíka XIV., který udával tón evropské módě a kultuře druhé poloviny 17. století. Rokoko se v módě od baroka příliš nelišilo, ale oblečení se zhotovovalo z lehčích látek pastelových barev či se vzory malých kvítků. Výraznou změnu v módě zaznamenaly účesy. Tupírování z doby baroka byla dovršeno honosnými ozdobami jako byly modely lodí, ptačí pera či šperky a stuhy.
Na přelomu 18. a 19. století se v Anglii objevila nová móda, mnohem přirozenější a jednodušší, než móda francouzská. Nejdříve nastupovala jen zdráhavě, po Velké francouzské revoluci se však projevila naplno. S vyhlášením císařství ve Francii ale musela přijít nová móda, protože revolucionářské myšlenky Napoleonovi nevyhovovaly. Styl nové empírové módy určovala Napoleonova první žena císařovna Josefína. Dalším módním obdobím 19. století bylo období tzv. Biedermeieru. Charakterizoval ji styl vídeňských měšťanů, proto ztrácela na honosnosti. V 50. letech 19. století začalo období „Druhého rokoka“. Jednalo se o kombinaci stylu rokoka a Biedermeieru. Biedermaiera vystřídala turnýra, móda, která opět ztrácela na pohodlnosti. Od 70. let 19. století se šaty šily ve dvojdílných kompletech kabátku a sukně. Pro každý účel se nosily zvláštní šaty a doplňky jako kabelky, klobouky a šperky byly nezbytností. Od 90. let 19. století následovalo období, které vešlo do dějin jako „krásná epocha“. Móda „krásné epochy“ vycházela z předcházejícího období, byla ale mnohem jednodušší.

## Období románské kultury
Suroviny pro domácí výrobu tkaniny byly stále len, konopí a ovčí vlna. V zámožných vrstvách byly oblíbené látky dovážené z Byzance, velmi ceněný byl brokát protkaný zlatou a stříbrnou nití. Roucha se lemovala kožešinami. Prostý lid používal kožešiny vlčí, bobří či vydří, vznešená vrstva si mohla dovolit vzácné sobolí a hermelínové. Základní prvky oblečení bylo stále velmi jednoduché – tunika a plášť, stejné u šlechty i prostého lidu. Rozdíl byl pouze v kvalitě, jemnosti a barvě materiálu.
Mužský oděv se skládal ze svrchní a spodní tuniky. Spodní tunika měla okrouhlý výstřih a rozparek na prsou, oblékal se přes hlavu a pod ní se nosily nohavice, upevňované v pase. Svrchní tunika se přepasovala opaskem, upevňovaným do hladkých bronzových kruhů, nosil se přes ni plášť sepnutý na pravém rameni. Šlechta nosila plášť a tuniku dlouhou, kratší byla určena pro bojovníky a nejkratší pro prostý lid.
Ženský oděv se v zásadě od mužského nelišil. Středověká spodní tunika ale neměla rukávy, svrchní je měla dlouhé a na konci rozšířené a ve všech sociálních vrstvách se nosila dlouhá. Svobodné dívky nosily vlasy rozpuštěné, ozdobené věncem či čelenkou z textilní podložky pošitá kovem, korálky nebo perlami. Vdané ženy si pod vlivem křesťanství sčesávaly vlasy pod závoje, roušky či čepce.

### Románská kultura v Čechách
Základními materiály pro zhotovení oděvu byly tkaniny ze lněné a konopné příze a teplejší textilie z ovčí vlny. V našich klimatických podmínkách byly nutné i kůže a kožešiny z domácích, lesních i vodních zvířat. Textilnictví a kožešnictví bylo zároveň na vysoké řemeslné úrovni. Na základě rozboru dochovaných tkanin bylo zjištěno, že už velkomoravské ženy uměly upříst velice jemnou přízi, téměř tak jemnou, jako dnes. Nejčastěji se používala plátnová vazba, snad pro její jednoduchost, pevnost a rychlost výroby. Tkaly se jí tři druhy tkanin – velmi hustá, jemnější a poměrně tenká, a tkanina gázovitá z velmi jemné a tenké příze.
Mužský oděv se skládal ze dvou základních částí – nohavic a haleny. Nohavice byly dvě a chránily každou nohu zvlášť. Z Orientu Slované převzali nohavice volné, široké, skládané do záhybů a upevněné pod koleny. V pozdějším období byl tento typ používán východní a jižní Slované. Halena byl původně pruh plátna, jednoduchý základní oděv. Dá se předpokládat, že ji Slované nosili jako pozdější košili, tedy krátkou. Další součástí oděvu byl kabátec nebo suknice, pravděpodobně z těžší látky a pošitý kožešinou, oblékaný přes halenu.
Základem ženského oděvu byla též halena. Přes něj se oblékalo dlouhé roucho z vlněných tkanin či ze sukna. Podle hrobových nálezů byl ženský oděv dlouhý, přepásaný opaskem. Ten se nosil buďto jednoduchý textilní, nebo kožený ozdobený plátky zlata a stříbra. Urozené ženy měly i pláště, obuví pak byly vysoko šněrované sandály nebo nízké střevíce. Velkomoravské ženy se rády krášlily šperky, nosily je nejčastěji v podobě náušnic. Na hrdle měly náhrdelníky zhotovené ze skleněných barevných perel a různých přívěsky, které měly ženu ochraňovat během nejnebezpečnějšího období ženského života – mateřství.

## Gotická kultura

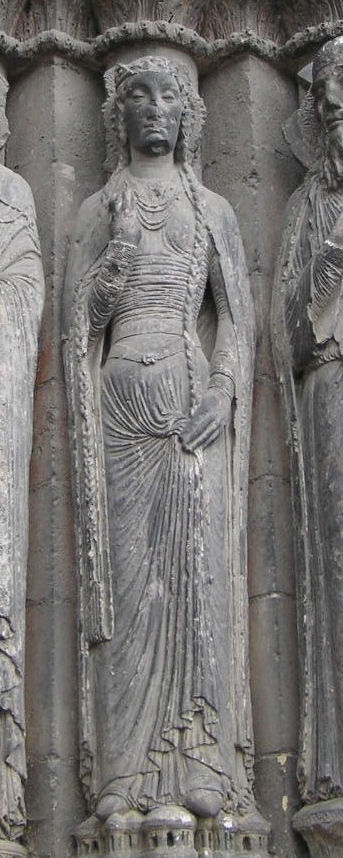
Tuniky zdůrazňující tvar těla, plášť a opasek ležící na bocích

Typické pro evropskou módu 14. a 15. století byl střih, a to jeho nespočetné variace, mnohotvarost a kvalita. V tomto období se také objevuje nový druh zapínání. Dosud se používalo šněrování, ale nyní se objevil nový vynález – zapínání na knoflíky a knoflíkové dírky. Ženský oděv 14. století, podobně jako mužský, měl zdůrazňovat tvar postavy. Základem byla spodní tunika s úzkými rukávy a svrchní tunika ve více střihových variantách, známý pod názvem bliaud. Sukně přiléhala těsně k tělu, rukávy měly obvykle ozdobné cípy, pachy. Průramky, výstřih a okraj sukně býval lemován kožešinou. Významným doplňkem šatů byl opasek. V první polovině 14. století mohl být úzký a dlouhý, v druhé polovině 14. století byl pro snížení polohy sukně kratší, silnější a těžší a ležel vždy na bocích.
Nepostradatelným aspektem ženské módy byla úprava vlasů. Svobodné dívky nosily vlasy stále rozpuštěné, ozdobené čelenkami z pásků látky, honosnějšími portami zdobenými kovovými nášivkami a pro nejvýše postavené ženy byly určený diadémy, zlaté nebo stříbrné obruče ozdobené perlami a drahými kameny. Symbolem vdané ženy byl čepec. Ty nejjednodušší byly čtvercové závoje zdobené volánky a výšivkami. Koncem 14. století vznikl tzv. hennin, dlouhý špičatý klobouk z jehož špičky vlál závoj. Starší ženy nosily podviky, pruhy plátna, které kryly hlavu, tváře, hrdlo i ramena.
Na mužském oděvu se objevil nový estetický prvek, lněná či hedvábná košile. Přes tu se oblékal spodní a svrchní kabátec, jehož vzhled vypovídal o postavení nositele. Měšťanův kabátec byl v horní části přiléhavý, od pasu rozšířený. Šlechtické kabátce byly kratší, vatované, měly široká ramena, hluboký výstřih a malý stojatý límec. V této době se již formovaly šité nohavice, vzadu spojené švem, vpředu krytím, přivazovaným šňůrkami k vrchní části. Pestré v tomto období byly mužské pokrývky hlavy, od plstěných, pletených a kožešinových čapek až po klobouky a barety. Nosily se vyšší válcovité čapky s přehnutým koncem, do módy ale přicházely i síťované čepce a turbany a z románského období stále přetrvávaly kapuci a kukly.

## Renesanční móda
Složitá politická, hospodářská i náboženská situace 15. a 16. století se odrazila i v renesanční kultuře, estetickém cítění a výtvarném umění.

### Renesanční oděv v Itálii

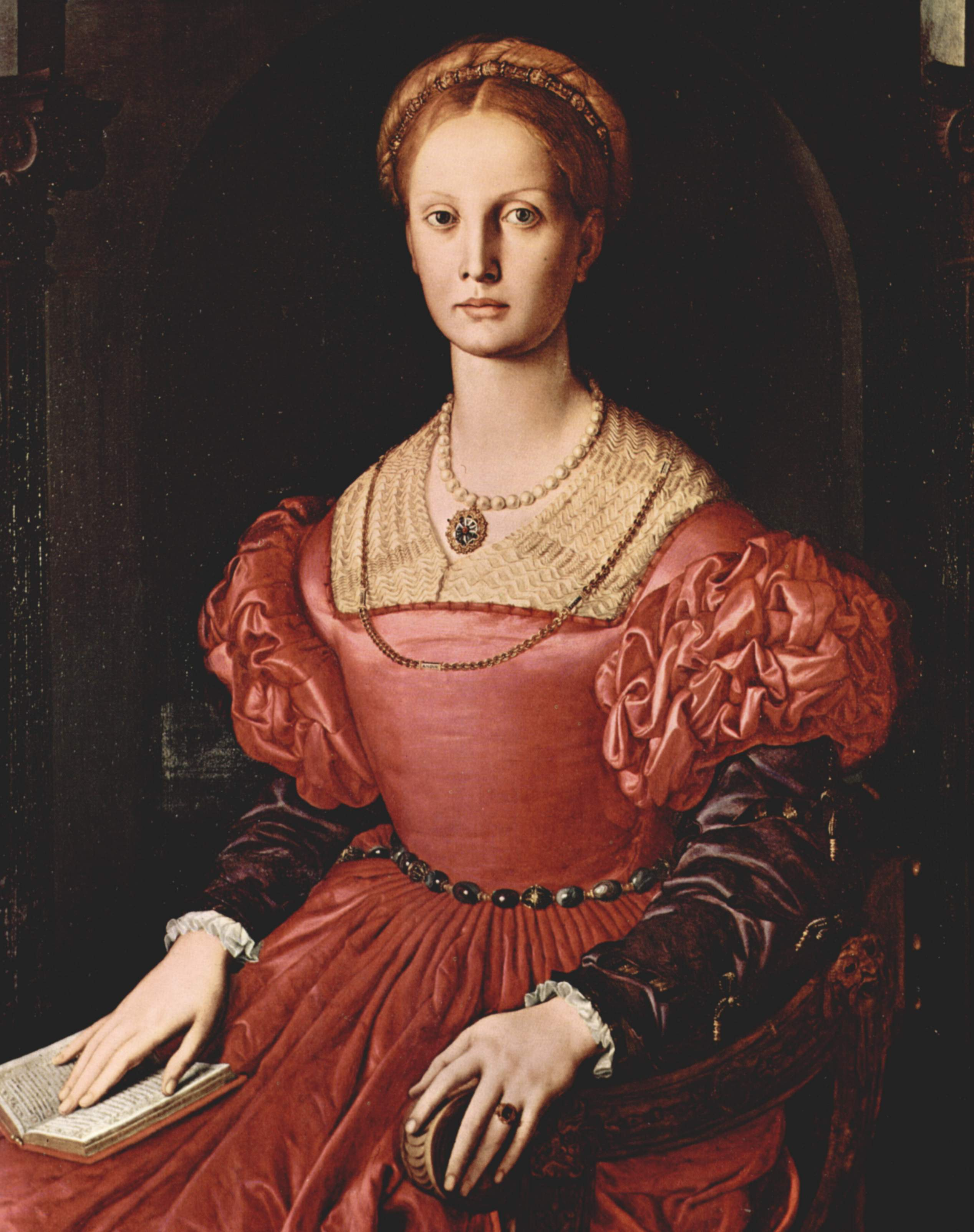
Lucrezia Panciatichi, žena žijící v 16. století ve Florencii

V bohatých městských státech severní Itálie renesance vznikla a s ní i naprosto nové zvyky v oblékání. Města Miláno a Florencie nejvíce ovlivňovaly zaalpské země, zatímco v Benátkách a Janově, střediska zámořského obchodu, je znát vliv orientu. Typickým prvkem odívání byl ideál harmonie. Mužský oděv se v podstatě nelišil od oděvu z předcházejícího období. Skládal se z přiléhavého kabátce a nohavic, které jasně zdůrazňovaly linii nohou. Svrchní částí byl krátký tappert bez rukávů, řasený do pravidelných záhybů, lemovaný i podšívaný kožešinami. Starší muži nosili dlouhý řasený plášť s rukávy, který poskytoval pohodlí i důstojnost, proto byl oblíbený u učenců, a dodnes jej nosí univerzitní hodnostáři.
Nejjednodušším spodním domácím kusem oděvu u žen, byla gamurra. Skládala se ze samostatného živůtku, zepředu otevřeného a stahovaného šněrováním, z přišívaných nebo přivazovaných rukávů a sukně nabírané v pase. Přes gomurru se nosila cotta, zhotovovaná z dražších vzorovaných látek, měla výstřih, otevřené rukávy a sukni přecházející do vlečky. Esteticky významná byla i košile, která patřila díky prostřihovaným rukávům k nejhonosnějším částem oblečení, zdobila se většinou výšivkami.
V souladu se změnou oděvu se změnila i úprava vlasů. U žen byly oblíbené jemné síťky a závoje, u mužů turbany a barety.

### Španělská manýristická móda

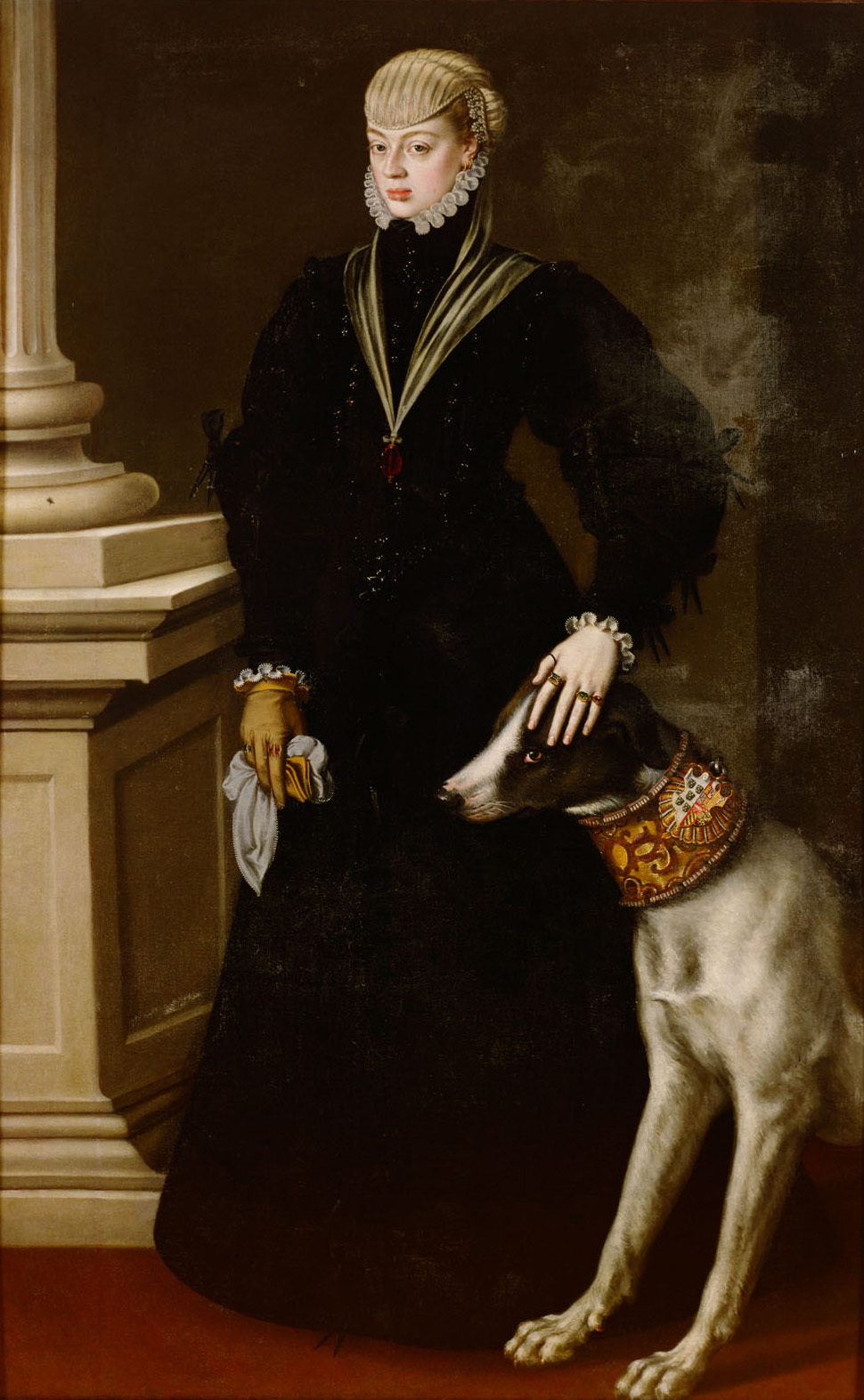
Těžké renesanční černé svrchní roucho, okruží, vlasy uchycené ozdobnou síťkou, infantka Juana Španělská, princezna portugalská, 1559

Období dominantního vlivu Španělska na evropské odívání, by se dalo přibližně ohraničit vládou Filipa II. a Filipa III., tedy cca v letech 1550 až 1620. Španělský dvorský kostým se stal vzorem pro všechny panovnické dvory a v každé zemi dostal svou jedinečnou podobu.
Ženská i mužská móda se v této době formovala korzetem, který se vyztužoval kosticemi a u dívek dokonce kovovými deskami, které měly zabránit poprsí ve vývinu. Sukni ženám podpírala krinolína s kovovými obručemi, vycpávkami z plsti a mořské trávy. Přes korzet a krinolínu si ženy oblékaly dvojité svrchní roucho z těžkého hedvábí, zdobené perlami, drahokamy, stužkami a výšivkami. Živůtek byl u krku obyčejně zakončený tuhým okružím, které se v průběhu času zvětšovalo. V přísně katolickém Španělsku byl vyžadován také přísný účes. Vlasy se vyčesávaly vysoko, upevňovaly se u temene a zdobily se šperky nebo malými kloboučky. Účes mužů byl krátce střižený, nosily se i krátké bradky. Pokrývkou hlavy byl baret a vysoký tuhý klobouk. Vrchním oděvem byl krátký pláštík v podobě pelerínky. Krátké objemné nohavice sahaly pouze do poloviny stehen, proto se staly punčochy důležitou oděvní součástí. Módní a přepychové byly pletené hedvábné punčochy. Pletly se i z vlny a bavlny, méně zámožní nosili punčochy šité ze sukna.
Tato móda, ač deformovala lidskou postavu, se v Evropě stala naprostým hitem, úplně vytlačila přirozenější módu italskou a udržela se dlouho do 17. století.

### Uhersko
Renesanci do Uher přinesla Beatrice Aragonská, manželka krále Matyáše Korvína a dcera neapolského krále Ferdinanda I. Na mramorovém reliéfu od Szépmüveszetiho v muzeu v Budapešti je zobrazená ve svém korunovačním rouchu, má vysoko odhalené čelo, vlasy sčesané dozadu pokryté lehoučkým závojem. Šaty z hedvábného vzorovaného damašku mají hluboký výstřih, vpředu šněrovaný živůtek a je z něj vidět bílou košili.
Mužský oděv charakterizovaly prvky německo-italské a turecké módy. Charakterizovali ho spodní košile, přiléhavý kabátec, nohavice a svrchní volný plášť. Kabátec se vpředu zapínal na knoflíky od hrdla až po pás. Dlouhé úzké rukávy sahaly až na hřbet ruky. Praktickým doplňkem byl opasek zhotovený z orientálních tkanin nebo z pletených hedvábných šňůr. Typickou ozdobou charakterizující uherský oděv bylo zapínání na knoflíky a smyčky. Knoflíky a spony u nejzámožnějších šlechticů skutečným uměleckým dílem, většinou stříbrné či pozlacené s drahými kameny a polodrahokamy.

### Německý renesanční oděv
Německá móda se formovala jako kombinace módy burgundského dvora, některých prvků módy italských měst a oděvu rakouského císaře Maxmiliána.
Ženský oděv charakterizoval přiléhavý, hluboko dekoltovaný živůtek a bohatá, jemně řasená sukně. Rukávy, tvořící dominantu oděvní linie, byly často velmi pompézně tvarované, prostřihované a přivazované k živůtku. Košile sahala postupně výše, až přikryla hrudník a hrdlo úplně. Zakončoval ji malý volán, předchůdce pozdějšího okruží. Prodloužily se i rukávy a sahaly často i po prsty. Na rozdíl od slunečné Itálie si ženy v německých zemích vyčesávaly vlasy nahoru, dívky si zaplétaly vrkoče. Účesy se překrývaly rozličnými čepci, vzácně i barety.
Mužský oděv se skládal z původně krátkého, později se prodlužujícího kabátce, s bohatými dekorativními rukávy a z užších, často bizarně prostřihovaných nohavic, na které se soustředila pozornost módy. Na kabátec se oblékala do záhybů skládaná volná suknice se širokými rukávy přepásaná opaskem. Svrchní oděv tvořila bohatě řasený dlouhý kabát podšitý kožešinou. Muži v tomto období nosili vlasy nakrátko a rovně sestřižené.

### Anglická renesanční móda

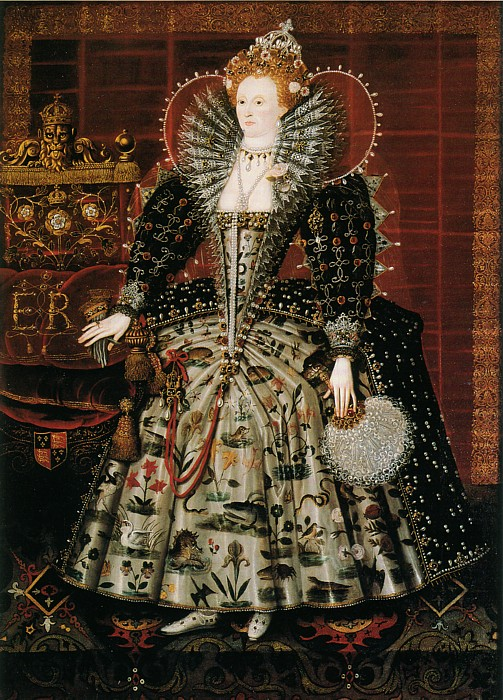
Alžběta I. v renesančním oděvu s hlubokou dekoltáží a křídlovitým límcem

Mužská móda se v Anglii jen mírně odchýlila od španělského vzoru. Okruží na krku a na zápěstí se změnilo na krajkový límec a manžety. Další odchylkou byla mnohem větší barevnost. Módní byly barvy jako bristolská červená, kendalská zelená a coventryská modrá.
Ženy se snažily oblékáním co nejvíce napodobit královnu Alžbětu I. Obvykle se nosívaly šaty s hlubokou dekoltáží a dvojitým límcem křídlovitého tvaru. Živůtek vybíhal do velmi úzké špičky, rukávy převyšovaly výšku ramen. Sukně měla sudovitý tvar a byla kratší, než by strpěli ve Španělsku.

## Baroko

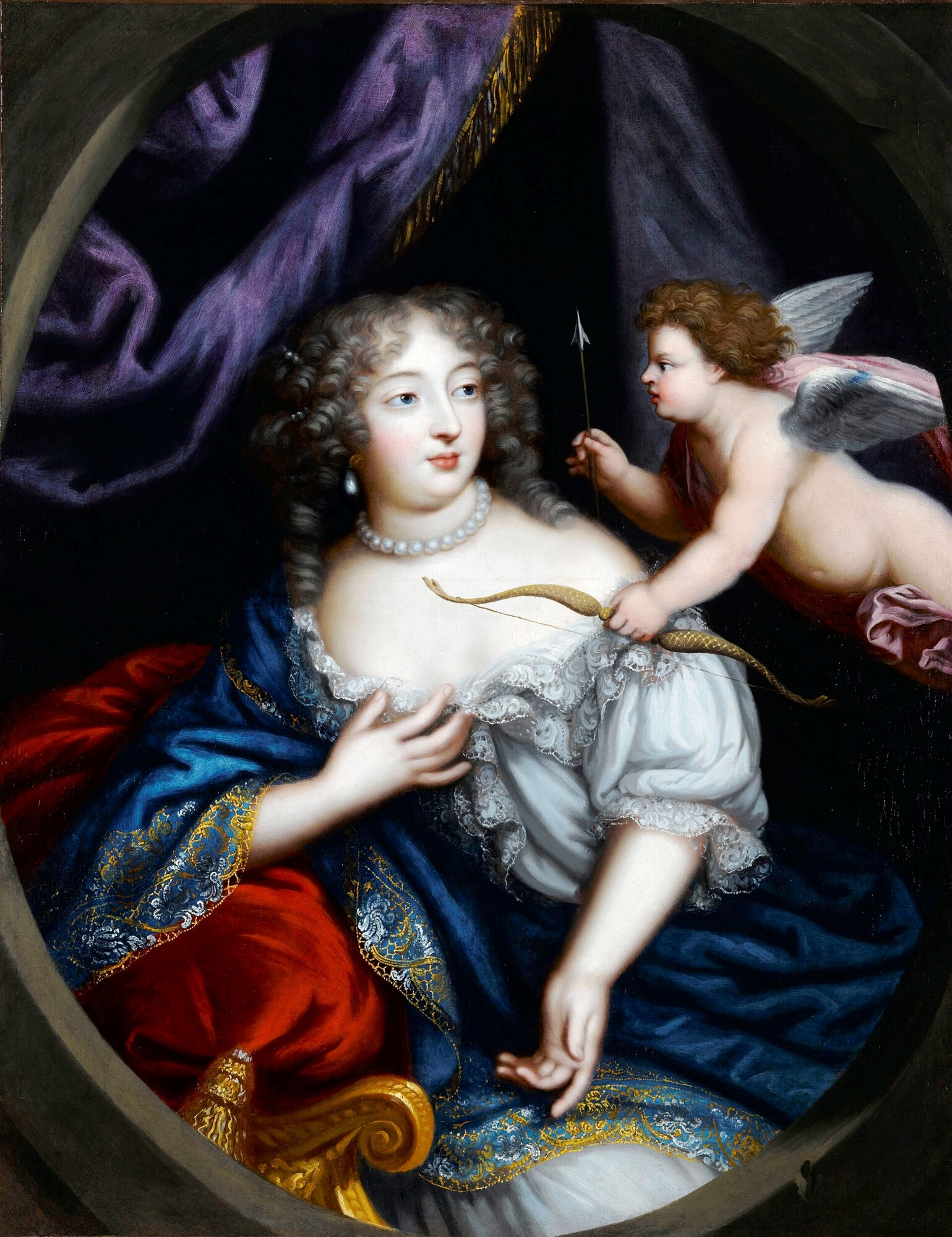
Příklad barokního scénického kostýmu - oblý výstřih, úzký pas, bohatá sukně, perlový náhrdelník a náušnice, Madame de Montespan, milenka Ludvíka XIV.

Baroko vzniklo jako ostrý kontrast renesance. Umělecká díla, stavby a samozřejmě móda měly působit na lidské city a ohromovat svou velkolepostí, bohatostí a nádherou. Postupem času se šlechta snažila co nejvíce napodobovat francouzskou módu po vzoru Ludvíka XIV.
V ženském oděvu byl stále více oblíbený oválný výstřih, který odhaloval poprsí, ramena a šíji. Jednoduchá spodní košile měla hladké rukávy, nejčastěji byla červená. Důležitým prvkem oblečení byl korzet vyztužovaný velrybími kosticemi, v extrémních případech i kovem. Stahoval především pas a zdůrazňoval poprsí. Svrchní bílá košile měla oválný nebo čtvercový výstřih. Rukávy z hedvábných tkanin se postupně zkracovaly, až na konci 17. století odhalovaly celé předloktí. Nosily se ve více variacích, od hladkých ozdobených jen stužkami až po rukávy zakončené několika řadami krajek. Kontrast k útlému živůtku tvořila široká, bohatě zdobená sukně.
Podstatná změna také nastala v úpravě vlasů. Od lehce zvlněných účesů z poloviny 17. století se vlasy začaly tupírováním zvedat do výšky. Oděv a účes zdůrazňující krk, paže vyžadovala i jiný druh šperků. Na každém obraze z této doby vidíme víceřadé perlové náhrdelníky a náušnice. Perly se našívaly i na sukně a čepce či vplétaly do vlasů.
Nejhonosnější součástí mužského oděvu byla košile s ležatým límcem a manžetami. Přes ni s oblékala vesta s užšími rukávy sahající po kolena. Svrchním oděvem byl kabátec, stejně dlouhý jako vesta se širšími rukávy, které odhalovaly manžety od košile. Nohavice sahaly pod kolena, doplňovaly je punčochy upevňované provázky. Typické pro mužskou módu 17. století byla úprava hlavy, tedy bohatá paruka z pravých vlasů i vlny, kterou tvořila soustava velkých loken padajících mnohdy až na hrudník.

## Rokoko

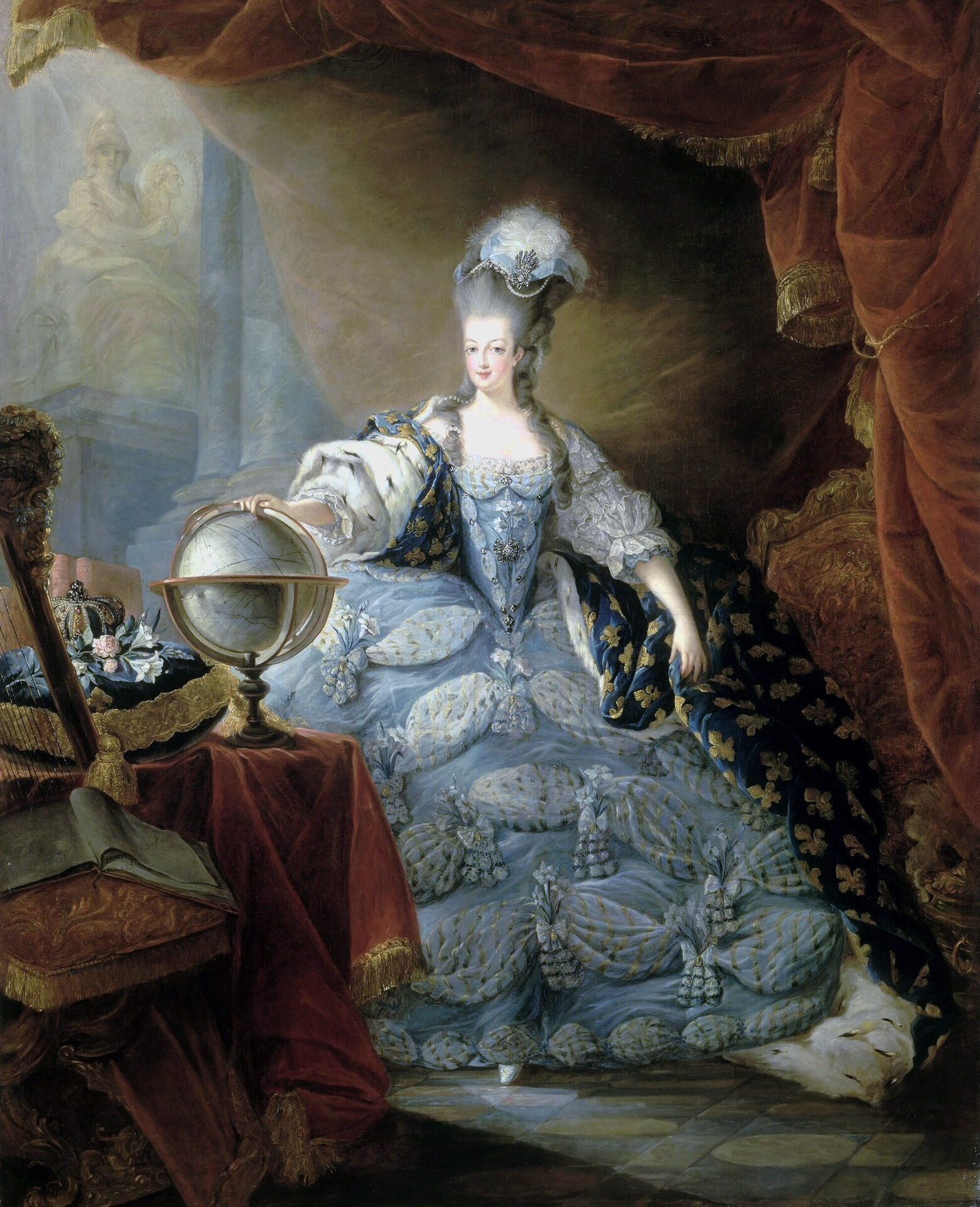
Nákladný oděv i účes, vzor vrcholné rokokové módy na Marii Antoinettě, manželce Ludvíka XVI.

Přirozenou reakcí na konec barokního období, které skončilo smrtí Ludvíka XIV. roku 1715, bylo postupné formování nového uměleckého slohu, který kladl důraz na hravost, bezstarostnost a požitkářství.
Střih ženského i mužského oděvu se víceméně shodoval s barokem, byl však zhotovován z lehčích látek pastelových barev nebo se vzorem velkých i drobných kvítků. Estetickým vyjádřením ženské krásy byl kontrast mezi úzkým pasem a ohromnou sukní, podpíranou spodní obručovou sukní - krinolínou. Formovala se do podoby koše, kupole kalichu nebo oválu. Největších rozměrů dosáhla ve 40. a 60. let 18. století. Sukně vrchních šatů byla po celé své délce, po vzoru baroka, ve středu rozstřižená a odhalovala spodní sukni. Ženské účesy postupem času nabývaly větších rozměrů a podivuhodnějších tvarů. Včesávaly se do nech modely lodí, umělé ovoce, ptačí pera nebo osvědčené stuhy a šperky. Pánská móda byla oproti Baroku střízlivější. Paruka se zmenšila (bez velkých loken) a kalhoty se zúžily.

## 19. století

### Přelom století
V Anglii, která byla v té době nejrozvinutějším státem, se začala už v 18. století formovat i vlastní móda, jednodušší a přirozenější než francouzská. Ve Francii se tato móda prosadila až v 80. letech 18. století. Při všem nadšení pro přírodu a antiku se však šlechta nechtěla vzdát luxusních ozdob a drobností období rokoka. Proto se je snažili přizpůsobit nové módní linii. Ta se naplno projevila až po Velké francouzské revoluci. Nejcharakterističtějším prvkem mužského oděvu byl kabát šitý z vlněných tkanin. Měl přiléhavý pohodlný střih, užší límec, klopy a úzké dlouhé rukávy. Tento styl ovlivnila uniforma. Nohavice se šily nejen z vlněných látek, ale i ze světlé kůže. Sahaly stále jen po kolena a zapínaly se na knoflíky. Elegantním prvkem v odívání byla vesta a kravata. Ta bývala bílá, rozšířila se, obtáčela se dvakrát až třikrát kolem krku a vpředu se vázala na uzel. Kord, znak šlechtice, byl nahrazen koncem 18. století hůlkou.
V ženském oděvu se namísto obručí používaly jen vycpávky, které se přivazovaly v pase a na bocích, později se však upustilo od zvětšování objemu sukně. Korzety se používaly jen pod určitý typ šatů a nestahoval se tak pevně. Bílé či jemně vzorované látky původně z Anglických kolonií svojí lehkostí vyzdvihovaly jednoduchou linii a dávaly ženám nový půvab. Výstřihy se nosily menší, rukávy užší a delší a v pase se uvazovala široká barevná porta (stuha). V souladu s oděvem se změnily i účesy. Přestaly se pudrovat a bývaly upravené do bohatých loken.

### Klasicismus

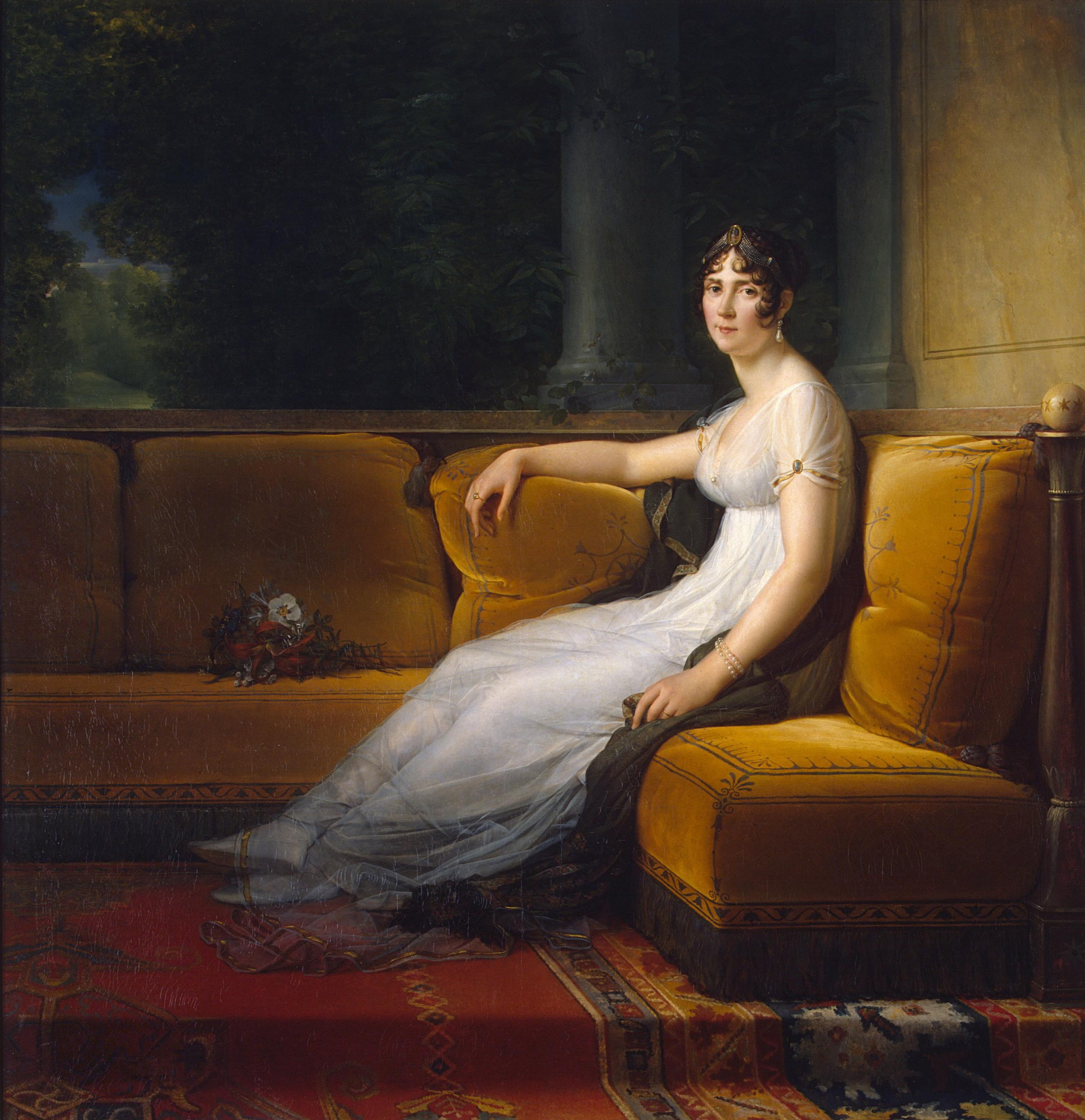
Krátký živůtek s nařasenými rukávy a splývavá empírová sukně, manželka Napoleona Bonaparta, císařovna Josefína

Roku 1804 bylo ve Francii vyhlášeno císařství. Napoleonovi Bonapartovi nevyhovovaly ideje, které tak nadchly revolucionáře. Empírový styl měl proto symbolizovat moc a slávu nově vzniklé říše.
Oblibu si opět získaly těžké látky a zlaté a stříbrné výšivky. Původně dlouhé splývající tuniky se střihem rozdělily na krátký živůtek s velkým výstřihem a nabíranými rukávy a sukni s dlouhou vlečkou. Majestátní krásu šatů doplňoval i plášť s vysokým stojatým límcem.
Módně oblečený muž nosil frak, nejčastěji tmavomodrý, tmavozelený nebo tmavohnědý, bílou košili, vestu a přiléhavé nohavice doplněné punčochami. Doplňkem byly cylindry nebo dvojrohé „napoleonské“ klobouky, barevné rukavice a vycházkové hole.

### Biedermeier

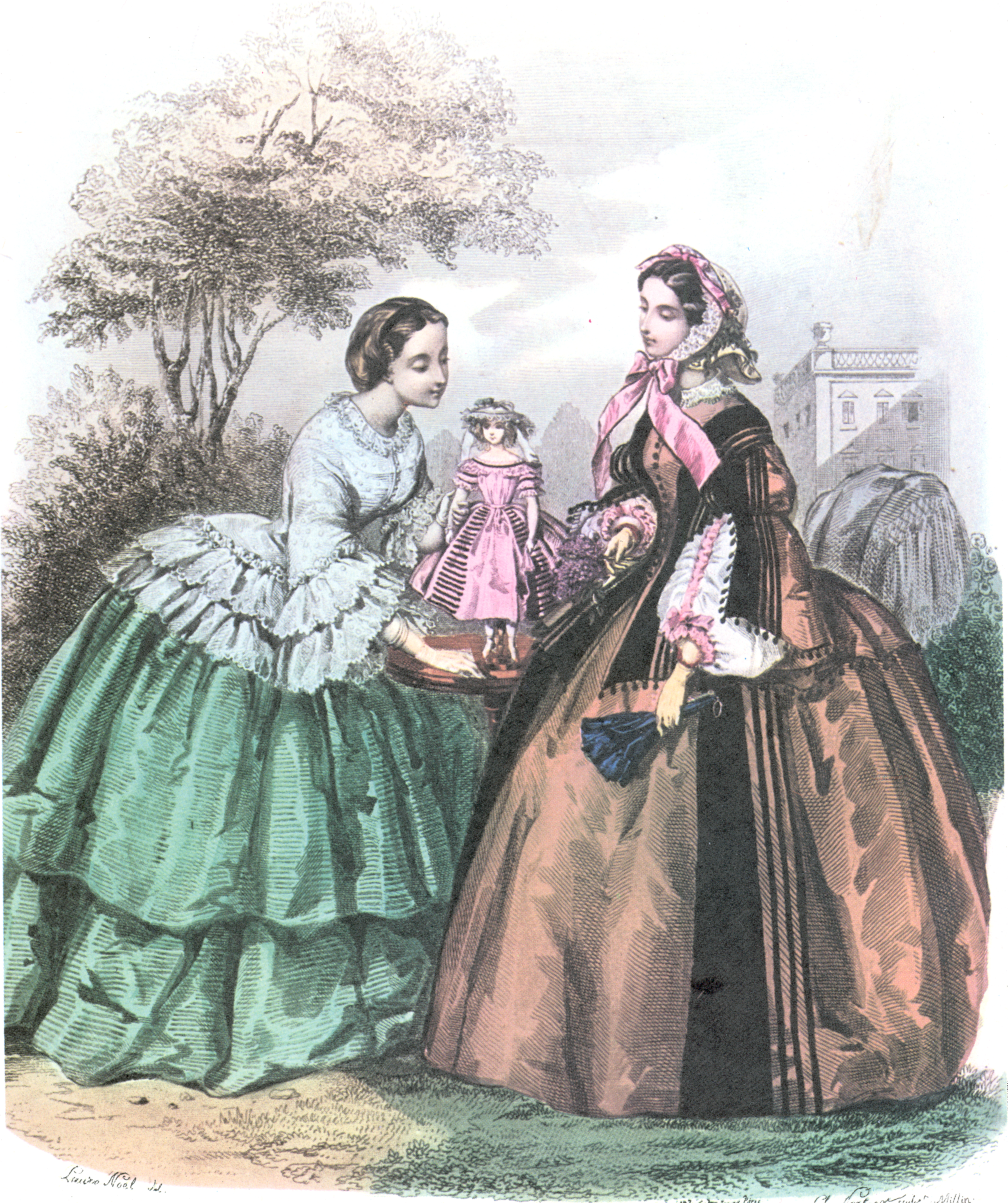
Krátké různě stříhané kabátky, široká až balónovitá sukně, list z módního časopisu z roku 1857.

Módu období mezi Vídeňským kongresem (1815) a koncem 40. let 19. století charakterizoval jakýsi měšťanský styl. Také se začaly rozvíjet módní domy, např. Worth v Paříži, kde si nechávaly šít šaty nejzámožnější dámy, velkou zásluhu na tom měl šicí stroj, vynalezený ve Spojených státech a později průmyslově vyráběný a vyvážený do Evropy.
Kontrastem štíhlého pasu se stala linie oblých klesajících ramen zdůrazněná širokými dlouhými rukávy. Starší ženy nosily šaty více uzavřené, mladší dívky si oblíbily oválné výstřihy a sukně nabyla zvonovitého tvaru. Nosily se i trojúhelníkové šátky a šály s drobnými výšivkami. Na plesové šaty se používaly hedvábné látky, letní šaty se zhotovovaly z bavlněných látek, které se lépe praly, a na zimní šaty byly používány vlněné látky a těžké hedvábí. Mužský oděv se příliš neodlišoval od oděvu klasicistního.
V 50. a 60. letech 19. století se rozvinula tzv. móda druhého rokoka. Technickým zlepšením byly ocelové obruče, které umožnily odlehčení sukně i přes její značné rozměry. V této době byl také vynalezen šicí stroj, který se začal průmyslově vyrábět v Americe a v
50. letech se rozšířil i do Evropy.
Oblíbeným dekorativním prvkem v ženském oblečení bylo členění sukně vpředu všitým klínem, který tak tvořil dojem druhé sukně schované pod tou první. Pro pozdější roky byly charakteristické i široké volány, především na letních a plesových šatech. Zúžení rukávů umožnilo znovuvzkříšení kabátků nazývaných vizitky, zpočátku poměrně jednoduchých, později složitějších s různými střihovými obměnami.

### Ve znamení turnýry

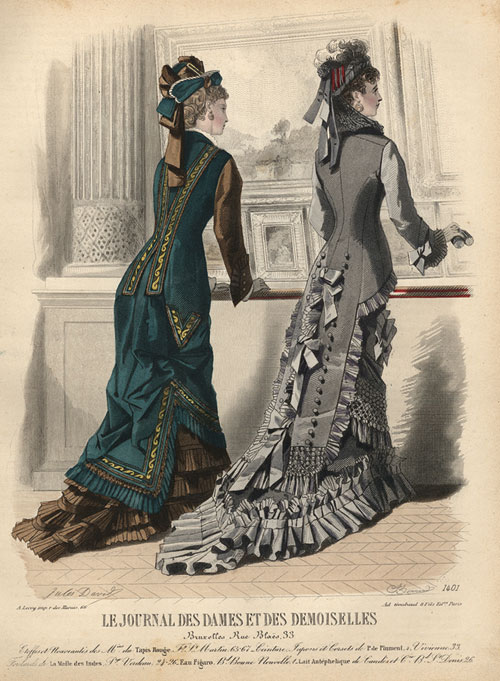
Stažený pas, turnýra, vyčesané vlasy a složitý klobouk - typické znaky ženského oblečení 70. let 19. století

Koncem 60. let 19. století, v době, kdy se přestávala nosit móda Biedermeieru, vnikla do vyšších vrstev nová móda, které propadly všechny ženy. Jejím základem byl těsně stažený korzet a vycpávka z koňských žíní – turnýra, která se přivazovala vzadu v pase. Pozorovateli se proto při pohledu z boku naskytl pohled na nepřirozeně esovitě stylizovanou postavu. Vysoko zdvihnuté poprsí, silně stažený pas a velmi zdůrazněná zadní část. Ženu opticky zvyšovaly dlouhé vlečky a vysoké účesy. Šaty se šily z látek, které měly rozličnou strukturu a vyznačovaly se ostrými barvami, např. tmavě modrou, ostře zelenou, fialovou a rudou.
V 70. letech se šaty začaly šít jako dvojdílné komplety, kabátek a sukně. Kabátek pro každodenní nošení byl uzavřený, výstřihy měly jen plesové šaty, měl přiléhavé rukávy a svou délkou přesahoval pas. Každý druh šatů měl specifické vlastnosti. Domácí oděv kladl důraz na pohodlnost, cestovní na praktičnost a plesové šaty měly svou noblesou umocňovat krásu ženy. Ke každým šatům byly nutné jiné doplňky, klobouky, vějíře, kabelky a boty.
Mužský oděv se v této době vyznačoval jednoduchostí, byl převážně tmavý. Frak byl již výhradně večerním oděvem, pro každodenní nošení ho vystřídal žaket, později sako. Byl volnější a patřily k němu pruhované kalhoty. V této době se poprvé objevuje smoking.

### „Krásná epocha“ – přelom století

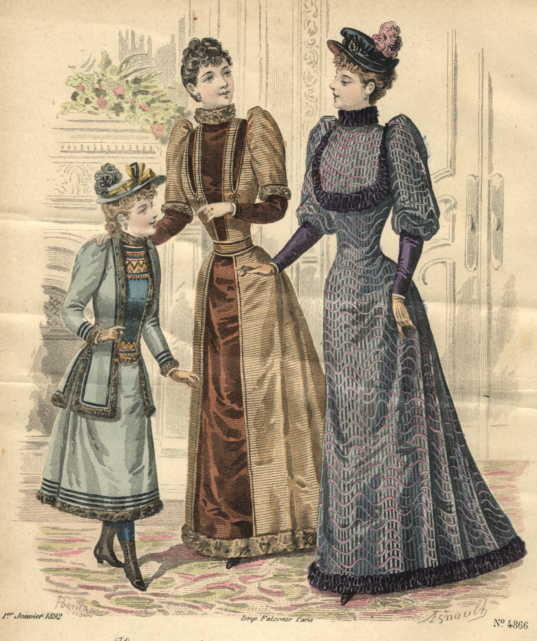
List z módního časopisu z 90. let 19. století

Na rozdíl od velmi zdobených šatů z minulého období, byla pro módu „krásné epochy“ typická větší jednoduchost. Štíhlost ženského pasu kontrastovala se širokými rameny a hladkou zvonovitou sukní. Dojem křehkosti zvyšovaly i vyčesané účesy a drobné okrouhlé kloboučky - kapotky. Šaty byly stále dvojdílné, kabátek byl však redukován jen na živůtek. Zvláštní pozornost opět získaly rukávy, tentokrát všívané vysoko s drobnými záhyby. Sukni rozšiřovaly klíny a obruby. Klobouky, rukavice a kabelky byly pro dámu stále nezbytností.
S přelomem století se objevil nový trend košilových šatů. Přímo na těle se nosila košilka se stahovacím výstřihem, přes ni korzet a živůtek. Ten byl buď jednoduchý bez rukávů, pokud je měl, byl lemovaný krajkami. Přes několik bavlněných spodniček se navlékala spodnička hedvábná, která tvořila základ pod sukni a sukně taftová, jejíž šustění upozorňovalo na zámožnost nositelky. Typické oblečení prvního desetiletí se skládalo z vyšívané nařasené blůzy s vysokým límečkem a dlouhé sukně rozmanitých tvarů.
Pánská móda nabrala sportovního a praktického rázu. Tvořila ho košile, vázanka, sako a přiléhavé kalhoty. Na sport se začaly nosit pumpky, kalhoty s vykasanými okraji, které byly praktické při jízdě na bicyklu. Na hlavě se poprvé u mužů, ale i u žen, objevily slamáky.

## 20. století
V období před a během první světové války se objevil nový módní styl. Jeho základem byly rovný korzet a dlouhá sukně zužující se směrem ke kotníkům. Bohužel v takto šitých šatech nebyly ženy schopny normální chůze, musely cupitat.
Pod sukněmi zmizely spodničky, výstřihy začaly opět pomalu odhalovat krk. Po představení baletu Šeherezáda v Paříži nastalo období těžkých brokátů živých barev zdobených zlatem, stříbrem a ocelí.
Po první světové válce se ženská móda opět radikálně změnila. Sukně se zkrátily až po kolena, pas klesl pod přirozenou hranici. Rukávy vyšly z módy, šaty se šily jen s ramínky, či velmi krátkými rukávky. Dlouhé rukávy měly pouze kabáty a svetříky. Účes se zkrátil na mikádo, popřípadě se dlouhé vlasy svazovaly do drdolů. Byly šity i speciální sportovní oblečení, byly to většinou krátké šortky a košilka bez rukávů sešité k sobě a přepásané páskem.
Hospodářská krize znamenala pro módu 30. let 20. století novou revoluci. Krátké sukně a účesy z dvacátých let byly zapomenuty téměř ze dne na den. Obojí nabylo opět ztracené délky. Sukně se od pasu rozšiřovala, pas se zvedl do původní polohy a byl zdůrazňován vázačkou nebo páskem. Eleganci protáhlé siluety zdůrazňovaly dlouhé úzké rukávy a vyznačená ramena.
Přídělový systém 2. světové války vnesl do oblastí módy zcela nový přístup. Oblečení se mnohem více podobalo uniformě. Pro čtyřicátá léta byla proto typická hranatě vypadající vycpaná ramena, úzké sukně s jedním či dvěma sklady sahající po kolena. Oděvy se šily z bavlněných barevných látek, ale používaly se i netypické tkaniny, např. záclonovina.
Po 2. světové válce se móda měnila téměř každým rokem. Do šedesátých let panoval módní diktát pařížských módních salónů. Od sedmdesátých let byla novost modelů založena na neobvyklých kombinacích, později se začala formovat i móda odpovídající politickým názorům či hudebnímu vkusu nositele. Každý módní návrhář si vypěstoval svůj módní styl, každý měl k módě individuální přístup.